# Mira (Conca)
Mira és un municipi de la província de Conca situat a la comunitat autònoma de Castella la Manxa, a la zona occidental de la província i a l'oest de la ciutat de Conca. En el cens de 2006 tenia 1.020 habitants en un territori de 212,86 km². Limita amb Garaballa i Henarejos, al nord, amb de Camporrobles i Villargordo del Cabriel, al sud, amb Aliaguilla, a l'est, i amb Enguídanos i Narboneta, a l'oest.

## Demografia
| 1991 | 1996 | 2001 | 2004 |
| ---- | ---- | ---- | ---- |
| 1127 | 1152 | 1112 | 1194 |